# Benidorm Fest 2022
Benidorm Fest 2022 – festiwal będący hiszpańskimi eliminacjami do 66. Konkursu Piosenki Eurowizji. Półfinały odbyły się 26 oraz 27 stycznia, a finał – 29 stycznia, w Benidormie. Koncerty poprowadzili: Inés Hernand, Máximo Huerta oraz Alaska.
W finale festiwalu wygrała Chanel z utworem „SloMo”, który napisali Leroy Sanchez, Keith Harris, Ibere Fortes, Maggie Szabo i Arjen Thonen.

## Przebieg konkursu

### Format
Program składał się z dwóch półfinałów i finału, w którym na żywo swoje piosenki wykonało 13 (początkowo – 14) uczestników – solistów, duetów, trio lub zespołów. Finał odbył się w sobotę, po półfinałach. Cztery piosenki z największą liczbą głosów w każdym konkursie półfinałowym zakwalifikował się do finału. Pod koniec programu piosenka z największą liczbą punktów została ogłoszona zwycięzcą i piosenką reprezentującą Hiszpanię w Konkursie Piosenki Eurowizji.

### Głosowanie
14 stycznia 2022 podczas konferencji prasowej Ana Mora, hiszpańska szefowa delegacji na Konkurs Piosenki Eurowizji, ujawniła szczegóły głosowania, które zostanie użyte podczas konkursu. Zgodnie z przekazany informacjami, zwycięzcę miała wybrać: publiczność (składająca się z teległosowania oraz panelu składającego się z próbki populacji hiszpańskiej wybranej według kryteriów statystycznych i demoskopowych w stosunku 50:50) oraz jury (krajowe i międzynarodowe, w stosunku 60:40) głosuje na swoje ulubione piosenki, a głosy są liczone w stosunku 50:50 (lub dokładniej, 30% jury międzynarodowe, 25% teległosowanie, 25% panel demoskopiczny i 20% jury międzynarodowe). System taki obowiązuje w obu półfinałach i finale. W przypadku remisów, będą rozwiązywane wyłącznie do rozstrzygnięcia 4. i 5. miejsca w półfinale (granica kwalifikacji), oraz 1. i 2. miejsca w finale. W takim przypadku wyższe miejsce zajmuje wykonawca, który otrzymał więcej głosów od głosowań komisji demoskopicznej oraz telewidzów (które łącznie wynoszą 50%). 
W skład jury weszli:
- Estefanía García – koordynatorka orkiestry i chóru RTVE
- Miryam Benedited – choreograf
- Natalia Calderón – piosenkarka, aktorka i trenerka wokalna
- Felix Bergsson – szef islandzkiej delegacji na Konkurs Piosenki Eurowizji
- Marvin Dietmann – scenograf

### Kontrowersje

#### Wyniki konkursu
Po finale pojawiły się zarzuty o faworyzowanie zwyciężczyni, Chanel. Jedna z członków krajowego jury, Miryam Benedited, wcześniej pracowała z Chanel jako choreograf, co doprowadziło do zarzutów o kumoterstwo, ponieważ Chanel otrzymała maksymalną liczbę punktów od jury. Ponadto hiszpańscy widzowie wyrazili frustrację formatem głosowania, gdy ujawniono, że Tanxugueiras, galicyjska grupa folkowa, która zajęła trzecie miejsce, wygrała głosowanie publiczne z 70,75% głosów, podczas gdy zwyciężczyni Chanel otrzymała tylko 3,97%. Głosy publiczne były warte tylko 25% całkowitej punktacji, podczas gdy głosy profesjonalnych jury były warte 50%. Nadawca RTVE wydał oświadczenie, w którym uznał niezadowolenie widzów z selekcji i obiecał otworzyć dialog w celu ulepszenia przyszłych edycji Benidorm Fest, ale utrzymywał, że poprze Chanel jako reprezentantkę Hiszpanii. Zarówno Rigoberta Bandini, jak i Tanxugueiras, którzy zajęli drugie i trzecie miejsce, poparli Chanel i wezwali fanów do zaakceptowania wyników. 

## Uczestnicy
Od 29 września do 10 listopada 2021 stacja RTVE przyjmowała zgłoszenia od artystów, autorów i kompozytorów zainteresowanych udziałem w konkursie. Sam nadawca sam bezpośrednio zaprosił uznanych muzyków i autorów związanych z aktualną sceną muzyczną. Wykonawcy, grupy i autorzy musieli ukończyć 16 lat maksymalnie przed 1 maja 2022, poza tym musieli być hiszpańskiej narodowości lub na stałe mieszkać w Hiszpanii (w przypadku duetów lub grup co najmniej 50% członków musiał spełniać ten warunek). Artyści mogli przesłać tylko jedną piosenkę, a kompozytorzy mieli możliwość zgłoszenia jednej piosenki jako główny autor oraz dwóch dodatkowych jako współautorzy. Piosenki nie mogły zostać opublikowane, wykonywane ani rozpowszechniane przed 1 września 2021. Ponadto piosenka musiała trwać co najmniej 2:30 i maksymalnie trzy minuty, a tekst musiał być napisany w języku hiszpańskim i/lub współurzędowym językiem w Hiszpanii, chociaż akceptowane były piosenki z fragmentami w językach obcych, o ile nie przekraczały 35% tekstu. Kompozytorzy mogli zasugerować kandydatowi możliwość wykonania utworu, lecz ostateczna decyzja należała do RTVE. Następnie, jury złożone z profesjonalistów z RTVE i przemysłu muzycznego oceniło otrzymane propozycje i wybrało 14 (oryginalnie planowano 12, jednak liczba została powiększona z powodu jakości otrzymanych utworów) kandydatów, którzy wezmą udział w Benidorm Fest (i kolejnych sześciu jako uczestników zapasowych), z których co najmniej dwóch musi pochodzić z tych zarejestrowanych poprzez stronę internetową. Przy wyborze uczestników brane są pod uwagę parytet płci, łączenie odniesień muzycznych z nowymi talentami oraz różnorodność stylów. Uczestnicy zostali zaprezentowani podczas konferencji prasowej 10 grudnia 2021. Utwory zostały opublikowane 21 grudnia. Azúcar Moreno, uczestniczki festiwalu z utworem „Postureo”, reprezentowały Hiszpanię w Konkursie Piosenki Eurowizji 1990. 23 stycznia 2022, Luna Ki, która miała wystąpić z utworem „Voy a morir” w pierwszym półfinale, ogłosiła wycofanie się z konkursu z powodu braku możliwości użycia autotune w Konkursie Piosenki Eurowizji.
| Wykonawca         | Piosenka               | Język                            | Autorzy                                                                                     | Miejsce | Punkty |
| ----------------- | ---------------------- | -------------------------------- | ------------------------------------------------------------------------------------------- | ------- | ------ |
| Rigoberta Bandini | „Ay mamá”              | hiszpański                       | Rigoberta Bandini, Esteban Navarro Dordal, Stefano Maccarrone                               | 1       | 287    |
| Chanel            | „SloMo”                | hiszpański, angielski            | Leroy Sanchez, Keith Harris, Ibere Fortes, Maggie Szabo, Arjen Thonen                       | 2       | 193    |
| Varry Brava       | „Raffaella”            | hiszpański                       | Óscar Ferrer, Aaron Sáez, Vicente Illescas                                                  | 3       | 189    |
| Xeinn             | „Eco”                  | hiszpański, angielski            | Carlos Marco, Jimmy Jansson, Marcus Winther-John, Thomas G:son                              | 4       | 181    |
| Rayden            | „Calle de la llorería” | hiszpański                       | David Martínez Álvarez, François Le Goffic                                                  | 5       | 161    |
| Sara Deop         | „Make You Say”         | hiszpański, angielski            | Leroy Sanchez, Camille Purcell, Linus Nordstrom, Frank Nobel                                | 6       | 157    |
| Blanca Paloma     | „Secreto de agua”      | hiszpański                       | Blanca Paloma, Antón Serrats, Tomás Virgós, Pablo Serrano                                   | 7       | 153    |
| Gonzalo Hermida   | „Quién lo diría”       | hiszpański                       | Gonzalo Hermida, David Santisteban                                                          | 8       | 143    |
| Azúcar Moreno     | „Postureo”             | hiszpański                       | Miguel Linde, Alberto Lorite, David Parejo                                                  | 9       | 119    |
| Tanxugueiras      | „Terra”                | galicyjski                       | Olaia Maneiro Argibay, Sabela Maneiro Argibay, Aida Tarrío Torrado, Iago Pico Freire        | 10      | 118    |
| Luna Ki           | „Voy a morir”          | hiszpański, angielski, francuski | Luna Ki, Miguel García, Vanity Vercetti, Alejandro Fierro                                   | 11      | 109    |
| Javiera Mena      | „Culpa”                | hiszpański                       | Javiera Mena                                                                                | 12      | 103    |
| Marta Sango       | „Sigues en mi mente”   | hiszpański                       | Marta Sango, Marco Frías, Mané López                                                        | 13      | 82     |
| Unique            | „Mejores”              | hiszpański                       | Marco Dettoni, Manu Chalud, Armando Valenzuela, Carlos Almazán, Javier López, Raúl Madroñal | 14      | 71     |

## Koncerty

### Pierwszy półfinał
Pierwszy półfinał odbył się 26 stycznia 2022 roku.
| Lp. | Wykonawca     | Piosenka          | Jurorzy | Komisja demoskopiczna | Widzowie | Suma | Miejsce |
| --- | ------------- | ----------------- | ------- | --------------------- | -------- | ---- | ------- |
| 1   | Varry Brava   | „Raffaella”       | 39      | 20                    | 20       | 74   | 4       |
| 2   | Azúcar Moreno | „Postureo”        | 39      | 18                    | 12       | 69   | 5       |
| 3   | Blanca Paloma | „Secreto de agua” | 41      | 20                    | 18       | 79   | 3       |
| 4   | Unique        | „Mejores”         | 28      | 12                    | 15       | 55   | 6       |
| 5   | Tanxugueiras  | „Terra”           | 38      | 25                    | 30       | 93   | 2       |
| 6   | Chanel        | „SloMo”           | 51      | 30                    | 25       | 110  | 1       |

### Drugi półfinał
Drugi półfinał odbył się 27 stycznia 2022 roku.
| Lp. | Wykonawca         | Piosenka               | Jurorzy | Komisja demoskopiczna | Widzowie | Suma | Miejsce |
| --- | ----------------- | ---------------------- | ------- | --------------------- | -------- | ---- | ------- |
| 1   | Xeinn             | „Eco”                  | 46      | 15                    | 20       | 81   | 3       |
| 2   | Marta Sango       | „Sigues en mi mente”   | 36      | 12                    | 15       | 63   | 5       |
| 3   | Javiera Mena      | „Culpa”                | 28      | 10                    | 12       | 50   | 6       |
| 4   | Gonzalo Hermida   | „Quién lo diría”       | 28      | 30                    | 18       | 76   | 4       |
| 5   | Rigoberta Bandini | „Ay mamá”              | 56      | 25                    | 30       | 111  | 1       |
| 6   | Rayden            | „Calle de la llorería” | 45      | 20                    | 25       | 90   | 2       |
| 7   | Sara Deop         | „Make You Say”         | 21      | 18                    | 10       | 49   | 7       |

### Finał
Finał odbył się 29 stycznia 2022 roku.
| Lp. | Wykonawca         | Piosenka               | Jurorzy | Komisja demoskopiczna | Komisja demoskopiczna | Widzowie | Widzowie | Punkty | Miejsce |
| Lp. | Wykonawca         | Piosenka               | Jurorzy | Głosy                 | Punkty                | Głosy    | Punkty   | Punkty | Miejsce |
| --- | ----------------- | ---------------------- | ------- | --------------------- | --------------------- | -------- | -------- | ------ | ------- |
| 1   | Rayden            | „Calle de la llorería” | 37      | 12,17%                | 15                    | 2,12%    | 15       | 67     | 4       |
| 2   | Tanxugueiras      | „Terra”                | 30      | 14,59%                | 30                    | 70,75%   | 30       | 90     | 3       |
| 3   | Varry Brava       | „Raffaella”            | 25      | 11,39%                | 12                    | 2,26%    | 18       | 55     | 6       |
| 4   | Chanel            | „SloMo”                | 51      | 13,88%                | 25                    | 3,97%    | 20       | 96     | 1       |
| 5   | Rigoberta Bandini | „Ay mamá”              | 46      | 13,52%                | 20                    | 18,08%   | 25       | 91     | 2       |
| 6   | Xeinn             | „Eco”                  | 30      | 10,92%                | 5                     | 1,01%    | 10       | 45     | 7       |
| 7   | Gonzalo Hermida   | „Quién lo diría”       | 12      | 12,62%                | 18                    | 0,76%    | 5        | 35     | 8       |
| 8   | Blanca Paloma     | „Secreto de agua”      | 39      | 10,92%                | 10                    | 1,04%    | 12       | 61     | 5       |

| Szczegółowe wyniki głosowania jury w finale | Szczegółowe wyniki głosowania jury w finale | Szczegółowe wyniki głosowania jury w finale | Szczegółowe wyniki głosowania jury w finale | Szczegółowe wyniki głosowania jury w finale | Szczegółowe wyniki głosowania jury w finale | Szczegółowe wyniki głosowania jury w finale | Szczegółowe wyniki głosowania jury w finale |
| Lp.                                         | Piosenka                                    | Juror 1                                     | Juror 2                                     | Juror 3                                     | Juror 4                                     | Juror 5                                     | Punkty                                      |
| ------------------------------------------- | ------------------------------------------- | ------------------------------------------- | ------------------------------------------- | ------------------------------------------- | ------------------------------------------- | ------------------------------------------- | ------------------------------------------- |
| 1                                           | „Calle de la llorería”                      | 8                                           | 10                                          | 7                                           | 6                                           | 6                                           | 37                                          |
| 2                                           | „Terra”                                     | 10                                          | 7                                           | 4                                           | 7                                           | 2                                           | 30                                          |
| 3                                           | „Raffaella”                                 | 6                                           | 5                                           | 5                                           | 4                                           | 5                                           | 25                                          |
| 4                                           | „SloMo”                                     | 7                                           | 12                                          | 12                                          | 8                                           | 12                                          | 51                                          |
| 5                                           | „Ay mamá”                                   | 12                                          | 8                                           | 6                                           | 10                                          | 10                                          | 46                                          |
| 6                                           | „Eco”                                       | 4                                           | 4                                           | 10                                          | 5                                           | 7                                           | 30                                          |
| 7                                           | „Quién lo diría”                            | 2                                           | 2                                           | 2                                           | 2                                           | 4                                           | 12                                          |
| 8                                           | „Secreto de agua”                           | 5                                           | 6                                           | 8                                           | 12                                          | 8                                           | 39                                          |

## Oglądalność
| Koncert           | Data             | Godzina | Kanał | Widzowie  | Udział w rynku | Źr.    |
| ----------------- | ---------------- | ------- | ----- | --------- | -------------- | ------ |
| Pierwszy półfinał | 26 stycznia 2022 | 22:40   | La 1  | 1 534 000 | 11,8%          | [ 15 ] |
| Drugi półfinał    | 27 stycznia 2022 | 22:40   | La 1  | 1 728 000 | 14,2%          | [ 16 ] |
| Finał             | 29 stycznia 2022 | 22:15   | La 1  | 2 966 000 | 21,0%          | [ 17 ] |